# Statistiche e record di Kei Nishikori
| Finali in carriera                                                |                     |       |       |     |     |
| Specialità                                                        | Categoria           | Vinte | Perse | Tot | V % |
| Singolare                                                         | Grande Slam         | 0     | 1     | 1   | 0%  |
| Singolare                                                         | Olimpiadi estive    | –     | –     | –   | –   |
| Singolare                                                         | Torneo di fine anno | –     | –     | –   | –   |
| Singolare                                                         | ATP Masters 10001   | 0     | 4     | 4   | 0%  |
| Singolare                                                         | ATP Tour 500        | 6     | 6     | 12  | 50% |
| Singolare                                                         | ATP Tour 250        | 6     | 4     | 10  | 60% |
| Singolare                                                         | Totale              | 12    | 15    | 27  | 44% |
| Doppio                                                            | Grande Slam         | –     | –     | –   | –   |
| Doppio                                                            | Olimpiadi estive    | –     | –     | –   | –   |
| Doppio                                                            | Torneo di fine anno | –     | –     | –   | –   |
| Doppio                                                            | ATP Masters 10001   | –     | –     | –   | –   |
| Doppio                                                            | ATP Tour 500        | –     | –     | –   | –   |
| Doppio                                                            | ATP Tour 250        | 0     | 1     | 1   | 0%  |
| Doppio                                                            | Totale              | 0     | 1     | 1   | 0%  |
| Totale                                                            | Totale              | 12    | 16    | 28  | 43% |
| 1 Conosciuti in precedenza come "ATP Masters Series" (2004–2008). |                     |       |       |     |     |

In questa pagina sono riportate le statistiche e i record realizzati da Kei Nishikori durante la carriera tennistica.

## Singolare

### Vittorie (12)
| Legenda              |
| Grande Slam (0)      |
| ATP Finals (0)       |
| ATP Masters 1000 (0) |
| ATP Tour 500 (6)     |
| ATP Tour 250 (6)     |

| N.  | Data              | Torneo                                                 | Superficie  | Avversario in finale | Punteggio        |
| 1.  | 11 febbraio 2008  | Delray Beach Open, Delray Beach                        | Cemento     | James Blake          | 3–6, 6–1, 6–4    |
| 2.  | 7 ottobre 2012    | Japan Open Tennis Championships, Tokyo                 | Cemento     | Milos Raonic         | 7–6(5), 3–6, 6–0 |
| 3.  | 24 febbraio 2013  | U.S. National Indoor Tennis Championships, Memphis     | Cemento (i) | Feliciano López      | 6–2, 6–3         |
| 4.  | 16 febbraio 2014  | U.S. National Indoor Tennis Championships, Memphis (2) | Cemento (i) | Ivo Karlović         | 6–4, 7–6(0)      |
| 5.  | 27 aprile 2014    | Barcelona Open, Barcellona                             | Terra rossa | Santiago Giraldo     | 6–2, 6–2         |
| 6.  | 28 settembre 2014 | Malaysian Open, Kuala Lumpur                           | Cemento (i) | Julien Benneteau     | 7–6(4), 6–4      |
| 7.  | 5 ottobre 2014    | Japan Open Tennis Championships, Tokyo (2)             | Cemento     | Milos Raonic         | 7–6(5), 4–6, 6–4 |
| 8.  | 15 febbraio 2015  | Memphis Open, Memphis (3)                              | Cemento (i) | Kevin Anderson       | 6–4, 6–4         |
| 9.  | 26 aprile 2015    | Barcelona Open, Barcellona (2)                         | Terra rossa | Pablo Andújar        | 6–4, 6–4         |
| 10. | 9 agosto 2015     | Washington Open, Washington                            | Cemento     | John Isner           | 4–6, 6–4, 6–4    |
| 11. | 14 febbraio 2016  | Memphis Open, Memphis (4)                              | Cemento (i) | Taylor Fritz         | 6–4, 6–4         |
| 12. | 6 gennaio 2019    | Brisbane International, Brisbane                       | Cemento     | Daniil Medvedev      | 6–4, 3–6, 6–2    |

### Finali perse (15)
| Legenda              |
| Grande Slam (1)      |
| ATP Finals (0)       |
| ATP Masters 1000 (4) |
| ATP Tour 500 (6)     |
| ATP Tour 250 (4)     |

| N.  | Data             | Torneo                                       | Superficie  | Avversario in finale | Punteggio          |
| 1.  | 10 aprile 2011   | U.S. Men's Clay Court Championships, Houston | Terra rossa | Ryan Sweeting        | 4–6, 6(3)–7        |
| 2.  | 6 novembre 2011  | Swiss Indoors, Basilea                       | Cemento (i) | Roger Federer        | 1–6, 3–6           |
| 3.  | 11 maggio 2014   | Madrid Open, Madrid                          | Terra rossa | Rafael Nadal         | 6–2, 4–6, 0–3 rit. |
| 4.  | 8 settembre 2014 | US Open, New York                            | Cemento     | Marin Čilić          | 3–6, 3–6, 3–6      |
| 5.  | 1º marzo 2015    | Abierto Mexicano de Tenis, Acapulco          | Cemento     | David Ferrer         | 3–6, 5–7           |
| 6.  | 3 aprile 2016    | Miami Open, Miami                            | Cemento     | Novak Đoković        | 3–6, 3–6           |
| 7.  | 26 aprile 2016   | Barcelona Open, Barcellona                   | Terra rossa | Rafael Nadal         | 4–6, 5–7           |
| 8.  | 31 luglio 2016   | Canadian Open, Toronto                       | Cemento     | Novak Đoković        | 3–6, 5–7           |
| 9.  | 30 ottobre 2016  | Swiss Indoors, Basilea (2)                   | Cemento (i) | Marin Čilić          | 1–6, 6(5)–7        |
| 10. | 8 gennaio 2017   | Brisbane International, Brisbane             | Cemento     | Grigor Dimitrov      | 2–6, 6–2, 3–6      |
| 11. | 19 febbraio 2017 | Argentina Open, Buenos Aires                 | Terra rossa | Aleksandr Dolhopolov | 6(4)–7, 4–6        |
| 12. | 22 aprile 2018   | Monte Carlo Masters, Monte Carlo             | Terra rossa | Rafael Nadal         | 3–6, 2–6           |
| 13. | 10 ottobre 2018  | Japan Open Tennis Championships, Tokyo       | Cemento     | Daniil Medvedev      | 2–6, 4–6           |
| 14. | 28 ottobre 2018  | Vienna Open, Vienna                          | Cemento (i) | Kevin Anderson       | 3–6, 6(3)–7        |
| 15  | 5 gennaio 2025   | Hong Kong Open, Hong Kong                    | Cemento     | Alexandre Müller     | 6–2, 1–6, 3–6      |

## Doppio

### Finali perse (1)
| Legenda              |
| Grande Slam (0)      |
| ATP Finals (0)       |
| ATP Masters 1000 (0) |
| ATP Tour 500 (0)     |
| ATP Tour 250 (1)     |

| N. | Data            | Torneo                           | Superficie | Compagno             | Avversari in finale     | Punteggio   |
| 1. | 11 gennaio 2015 | Brisbane International, Brisbane | Cemento    | Aleksandr Dolhopolov | Jamie Murray John Peers | 3–6, 6(4)–7 |

## Tornei minori

### Singolare
Vittorie (9)

| Legenda tornei minori |
| Challengers (8)       |
| Futures (1)           |

| N. | Data             | Torneo                            | Superficie  | Avversario in finale   | Punteggio        |
| 1. | 22 ottobre 2006  | Mexico F18, Mazatlán              | Cemento     | Miguel Gallardo-Valles | 6–2, 6–1         |
| 2. | 27 aprile 2008   | Bermuda Open Challenger, Paget    | Terra verde | Viktor Troicki         | 2–6, 7–5, 7–6(5) |
| 3. | 9 maggio 2010    | Savannah Challenger, Savannah     | Terra verde | Ryan Sweeting          | 6–4, 6–0         |
| 4. | 16 maggio 2010   | Sarasota Open, Sarasota           | Terra verde | Brian Dabul            | 2–6, 6–3, 6–4    |
| 5. | 15 agosto 2010   | Binghamton Challenger, Binghamton | Cemento     | Robert Kendrick        | 6–3, 7–6(4)      |
| 6. | 14 novembre 2010 | Knoxville Challenger, Knoxville   | Cemento (i) | Robert Kendrick        | 6–1, 6–4         |
| 7. | 4 febbraio 2018  | Challenger of Dallas, Dallas      | Cemento (i) | Mackenzie McDonald     | 6–1, 6–4         |
| 8. | 18 giugno 2023   | Caribbean Open, Palmas del Mar    | Cemento     | Michael Zheng          | 6–2, 7–5         |
| 9. | 10 novembre 2024 | Tali Open, Helsinki               | Cemento (i) | Luca Nardi             | 3–6, 6–4, 6–1    |

Finali perse (2)

| Legenda tornei minori |
| Challengers (1)       |
| Futures (1)           |

| N. | Data           | Torneo                      | Superficie | Avversario in finale | Punteggio |
| 1. | 22 aprile 2007 | USA F8, Little Rock         | Cemento    | Donald Young         | 2–6, 2–6  |
| 2. | 3 giugno 2007  | USTA LA Tennis Open, Carson | Cemento    | Alex Bogomolov Jr.   | 4–6, 3–6  |

### Doppio
Vittorie (2)

| Legenda tornei minori |
| Challengers (1)       |
| Futures (1)           |

| N. | Data           | Torneo              | Superficie  | Partner      | Avversari in finale             | Punteggio   |
| 1. | 22 aprile 2007 | USA F8, Little Rock | Cemento     | Donald Young | Brendan Evans Brian Wilson      | 7–6(5), 6–4 |
| 2. | 26 maggio 2008 | Izmir Cup, Smirne   | Terra rossa | Jesse Levine | Nathan Thompson Danai Udomchoke | 6–1, 7–5    |

## Risultati in progressione
| Sigla | Risultato               |
| ----- | ----------------------- |
| V     | Vincitore               |
| F     | Finalista               |
| SF    | Semifinalista           |
| O     | Oro olimpico            |
| A     | Argento olimpico        |
| SF    | Bronzo olimpico         |
| QF    | Quarti di Finale        |
| 4T    | Quarto turno            |
| 3T    | Terzo turno             |
| 2T    | Secondo turno           |
| 1T    | Primo turno             |
| RR    | Round Robin             |
| LQ    | Turno di qualificazione |
| A     | Assente                 |
| ND    | Non disputato           |

| Legenda superfici    |
| -------------------- |
| Cemento              |
| Terra battuta        |
| Erba                 |
| Superficie variabile |

| Torneo                      | 2007 | 2008  | 2009          | 2010          | 2011          | 2012  | 2013          | 2014          | 2015          | 2016  | 2017          | 2018          | 2019          | 2020          | 2021  | 2022          | 2023          | 2024 | Titoli  | V-S     |
| Grande Slam                 |      |       |               |               |               |       |               |               |               |       |               |               |               |               |       |               |               |      |         |         |
| Australian Open             | A    | A     | 1T            | A             | 3T            | QF    | 4T            | 4T            | QF            | QF    | 4T            | A             | QF            | A             | 1T    | A             | A             | A    | 0 / 10  | 27-10   |
| Roland Garros               | A    | Q2    | A             | 2T            | 2T            | A     | 4T            | 1T            | QF            | 4T    | QF            | 4T            | QF            | 2T            | 4T    | A             | A             | 2T   | 0 / 12  | 27-12   |
| Wimbledon                   | A    | 1T    | A             | 1T            | 1T            | 3T    | 3T            | 4T            | 2T            | 4T    | 3T            | QF            | QF            | ND            | 2T    | A             | A             |      | 0 / 12  | 22-11   |
| US Open                     | Q2   | 4T    | A             | 3T            | 1T            | 3T    | 1T            | F             | 1T            | SF    | A             | SF            | 3T            | A             | 3T    | A             | A             |      | 0 / 11  | 27-11   |
| Titoli                      | 0    | 0     | 0             | 0             | 0             | 0     | 0             | 0             | 0             | 0     | 0             | 0             | 0             | 0             | 0     | 0             | 0             | 0    | 0 / 45  | N/A     |
| Vittorie-Sconfitte          | 0-0  | 3-2   | 0-1           | 3-3           | 3-4           | 8-3   | 8-4           | 12-4          | 8-3           | 15-4  | 9-3           | 12-3          | 14-4          | 1-1           | 6-4   | 0-0           | 0-0           | 1-1  | N/A     | 103-44  |
| Giochi Olimpici             |      |       |               |               |               |       |               |               |               |       |               |               |               |               |       |               |               |      |         |         |
| Giochi Olimpici             | ND   | 1T    | Non disputati | Non disputati | Non disputati | QF    | Non disputati | Non disputati | Non disputati | SF    | Non disputati | Non disputati | Non disputati | Non disputati | QF    | Non disputati | Non disputati |      | 0 / 4   | 11–4    |
| ATP World Tour Masters 1000 |      |       |               |               |               |       |               |               |               |       |               |               |               |               |       |               |               |      |         |         |
| Indian Wells                | A    | 1T    | 1T            | A             | 1T            | 2T    | 3T            | 3T            | 4T            | QF    | QF            | A             | 3T            | ND            | 2T    | A             | A             | A    | 0 / 11  | 12–11   |
| Miami                       | A    | 2T    | A             | A             | 2T            | 4T    | 4T            | SF            | QF            | F     | QF            | 3T            | 2T            | ND            | 3T    | A             | A             | 1T   | 0 / 12  | 22–11   |
| Monte Carlo                 | A    | A     | A             | A             | A             | 3T    | A             | A             | A             | A     | A             | F             | 2T            | ND            | A     | A             | A             | A    | 0 / 3   | 7-3     |
| Madrid                      | A    | A     | A             | A             | 1T            | A     | QF            | F             | SF            | SF    | QF            | 1T            | 3T            | ND            | 2T    | A             | A             | A    | 0 / 9   | 18-8    |
| Roma                        | A    | A     | A             | A             | A             | A     | 2T            | A             | QF            | SF    | 3T            | QF            | QF            | 2T            | 3T    | A             | A             | A    | 0 / 8   | 14-8    |
| Montréal/Toronto            | A    | A     | A             | A             | A             | 2T    | 3T            | A             | SF            | F     | 2T            | 1T            | 2T            | ND            | 2T    | A             | A             |      | 0 / 8   | 10-7    |
| Cincinnati                  | A    | A     | A             | A             | 1T            | 3T    | 1T            | A             | A             | 3T    | A             | 2T            | 2T            | A             | A     | A             | A             |      | 0 / 6   | 4-6     |
| Shanghai                    | A    | A     | A             | A             | SF            | 2T    | 3T            | 2T            | 3T            | A     | A             | QF            | A             | ND            | ND    | ND            | A             |      | 0 / 6   | 10-6    |
| Parigi                      | A    | A     | A             | A             | 1T            | 3T    | 3T            | SF            | 3T            | 3T    | A             | QF            | A             | A             | A     | A             | A             |      | 0 / 7   | 10-6    |
| Titoli                      | 0    | 0     | 0             | 0             | 0             | 0     | 0             | 0             | 0             | 0     | 0             | 0             | 0             | 0             | 0     | 0             | 0             | 0    | 0 / 64  | N/A     |
| Vittorie-Sconfitte          | 0-0  | 0-2   | 0-1           | 0-0           | 5-6           | 8-6   | 13-8          | 13-4          | 15-7          | 20-7  | 9-4           | 14-8          | 4-7           | 1-1           | 5-4   | 0-0           | 0-0           | 0-1  | N/A     | 107-65  |
| Statistiche Carriera        |      |       |               |               |               |       |               |               |               |       |               |               |               |               |       |               |               |      |         |         |
| Tornei giocati              | 5    | 12    | 6             | 9             | 22            | 19    | 20            | 18            | 19            | 20    | 14            | 20            | 15            | 4             | 15    | 0             | 1             | 2    | 221     | 221     |
| Tornei ATP vinti            | 0    | 1     | 0             | 0             | 0             | 1     | 1             | 4             | 3             | 1     | 0             | 0             | 1             | 0             | 0     | 0             | 0             | 0    | 12      | 12      |
| Finali disputate            | 0    | 1     | 0             | 0             | 2             | 1     | 1             | 6             | 4             | 5     | 2             | 3             | 1             | 0             | 0     | 0             | 0             | 0    | 26      | 26      |
| Vittorie-Sconfitte          | 3-5  | 16-12 | 4-6           | 3-9           | 36-22         | 37-18 | 36-19         | 54-14         | 54-16         | 58-21 | 30-13         | 43-21         | 29-14         | 2-4           | 26-17 | 0-0           | 2-1           | 1-2  | 434-214 | 434-214 |
| % Vittorie                  | 38%  | 57%   | 40%           | 25%           | 62%           | 67%   | 65%           | 79%           | 77%           | 73%   | 70%           | 67%           | 67%           | 33%           | 60%   | –             | 67%           | 33%  | 67,03%  | 67,03%  |
| Ranking a fine anno         | 286  | 63    | 418           | 98            | 48            | 19    | 17            | 5             | 8             | 5     | 22            | 9             | 13            | 41            | 47    | –             | 352           |      | N/A     | N/A     |

Aggiornato al 3 giugno 2024

## Testa a testa contro top-10
Testa a testa di Nishikori contro giocatori che sono stati top 10. In grassetto i giocatori ancora in attività.
| Avversario            | Miglior ranking | Incontri | Vittorie | Sconfitte | V %    | Ultimo incontro                                      |
| --------------------- | --------------- | -------- | -------- | --------- | ------ | ---------------------------------------------------- |
| Novak Đoković         | 1               | 18       | 2        | 16        | 11.11% | Perso (1-6, 4-6 RIT), Australian Open 2019 QF        |
| Juan Carlos Ferrero   | 1               | 2        | 1        | 1         | 50%    | Vinto (7-5, 3-6, 6-2), Buenos Aires 2012 1T          |
| Roger Federer         | 1               | 11       | 3        | 8         | 27.27% | Perso (6-4, 1-6, 4-6, 4-6), Wimbledon 2019 QF        |
| Lleyton Hewitt        | 1               | 2        | 0        | 2         | 0%     | Perso (7-5, 4-6, 3-6), Brisbane 2014 SF              |
| Andy Murray           | 1               | 11       | 2        | 9         | 18.18% | Perso (6-2, 1-6, 60-7,1-6), Open di Francia 2017 QF  |
| Rafael Nadal          | 1               | 13       | 2        | 11        | 15.38% | Perso (1-6, 1-6, 3-6), Open di Francia 2019 QF       |
| Andy Roddick          | 1               | 1        | 0        | 1         | 0%     | Perso (2-6, 4-6), San Jose 2008 2T                   |
| Daniil Medvedev       | 1               | 5        | 2        | 3         | 40%    | Perso (2-6, 4-6), ATP Cup 2021 RR                    |
| Tommy Haas            | 2               | 1        | 0        | 1         | 0%     | Perso (63-7, 2-6), Indian Wells 2014 3T              |
| Nikolaj Davydenko     | 3               | 4        | 3        | 1         | 75%    | Vinto (6-4 RIT.), Kuala Lumpur 2012 QF               |
| David Ferrer          | 3               | 14       | 10       | 4         | 71.43% | Vinto (7–5,6-2), Roma 2017 2T                        |
| Ivan Ljubičić         | 3               | 2        | 0        | 2         | 0%     | Perso (3-6, 3-6), Indian Wells 2009 1T               |
| David Nalbandian      | 3               | 1        | 0        | 1         | 0%     | Perso (4-6, 4-6), Cincinnati 2011 1T                 |
| Milos Raonic          | 3               | 7        | 5        | 2         | 71.43% | Vinto (3-6, 6-3, 6-4, 2-6, 6-4), Coppa Davis 2015 1T |
| Stan Wawrinka         | 3               | 11       | 4        | 7         | 36.36% | Perso (3-6, 63-7), Madrid 2019 3T                    |
| Dominic Thiem         | 3               | 5        | 3        | 2         | 60%    | Perso (1-6, 4-6), Finals 2018 RR                     |
| Tomáš Berdych         | 4               | 6        | 5        | 1         | 83.33% | Vinto (4-6, 6-2, 6-1), Monte Carlo 2018 1T           |
| James Blake           | 4               | 4        | 3        | 1         | 75%    | Vinto (2-6, 6-4, 6-4), Cincinnati 2012 2T            |
| Juan Martín del Potro | 4               | 8        | 2        | 6         | 25%    | Perso (2-6, 2-6), Miami 2018 3T                      |
| Robin Söderling       | 4               | 1        | 0        | 1         | 0%     | Perso (1-6, 0-6), Stoccolma 2008 SF                  |
| Kevin Anderson        | 5               | 9        | 5        | 4         | 55.56% | Perso (0-6, 1-6), Finals 2018 RR                     |
| Tommy Robredo         | 5               | 3        | 3        | 0         | 100%   | Vinto (64-7, 6-2, 6-3), Parigi 2014 2T               |
| Rainer Schüttler      | 5               | 2        | 1        | 1         | 50%    | Vinto (6-4, 4-6, 6-2), Eastbourne 2011 2T            |
| Jo-Wilfried Tsonga    | 5               | 1        | 1        | 0         | 100%   | Vinto (4-6, 6-4, 6-4, 6-4), Open di Francia 2018 2T  |
| Stefanos Tsitsipas    | 5               | 1        | 1        | 0         | 100%   | Vinto (6-3, 6-3), Tokyo 2018 QF                      |
| Marin Čilić           | 6               | 15       | 9        | 6         | 60%    | Vinto (2-6, 6-4, 7-65, 4-6, 6-4), US Open 2018 QF    |
| Gaël Monfils          | 6               | 5        | 4        | 1         | 80%    | Vinto (6-2, 5-4 RIT), US Open 2018 2T                |
| Gilles Simon          | 6               | 1        | 1        | 0         | 100%   | Vinto (6-3, 6-1, 6-3), Open di Francia 2018 3T       |
| Mardy Fish            | 7               | 1        | 1        | 0         | 100%   | Vinto (6-3, 6-2), Houston 2011 QF                    |
| Richard Gasquet       | 7               | 11       | 3        | 8         | 27.27% | Perso (7-66, 2-6, 64-7), Montreal 2019 2T            |
| Fernando Verdasco     | 7               | 7        | 5        | 2         | 71.43% | Vinto (67-7, 6-3, 6-4), Halle 2017 1T                |
| Alexander Zverev      | 7               | 3        | 1        | 2         | 33.33% | Perso (6-3, 1-6, 4-6), Washington 2018 QF            |
| David Goffin          | 7               | 3        | 3        | 0         | 100%   | Vinto (6-4, 6-4), Montreal 2016 3T                   |
| Marcos Baghdatis      | 8               | 5        | 1        | 4         | 20%    | Perso (1-6, 2-6), Washington 2013 3T                 |
| Grigor Dimitrov       | 8               | 6        | 5        | 1         | 83.33% | Vinto (7-5, 7-5), Brisbane 2019 QF                   |
| Jürgen Melzer         | 8               | 4        | 3        | 1         | 75%    | Vinto (6-4, 3-6, 6-1), Shanghai 2013 2T              |
| Radek Štěpánek        | 8               | 1        | 1        | 0         | 100%   | Vinto (6-2, 6-3), Eastbourne 2011 QF                 |
| Janko Tipsarević      | 8               | 5        | 0        | 5         | 0%     | Perso (4-6, 3-6), Kuala Lumpur 2011 SF               |
| Jack Sock             | 8               | 3        | 1        | 2         | 33.33% | Perso (3-6, 6–2, 2-6), Indian Wells 2018 QF          |
| Andrej Rublëv         | 8               | 1        | 1        | 0         | 100%   | Vinto (7-5, 6–3), Cincinnati 2018 1T                 |
| Michail Južnyj        | 8               | 3        | 2        | 1         | 66.67% | Vinto (6–3, 6–2), Cincinnati 2016 2T                 |
| John Isner            | 8               | 3        | 2        | 1         | 66.67% | Vinto (1-6, 7-62, 7-65), Roma 2017 SF                |
| Karen Chačanov        | 8               | 4        | 2        | 2         | 50%    | Vinto (6-2, 6-2), Vienna 2018 2T                     |
| Diego Schwartzman     | 8               | 5        | 3        | 2         | 60%    | Perso (1-6, 7-6, 0-6), ATP Cup 2021 RR               |
| Nicolás Almagro       | 9               | 3        | 2        | 1         | 66.67% | Vinto (6-4, 7-61, 6-2), Australian Open 2015 1T      |
| Fabio Fognini         | 9               | 3        | 2        | 1         | 66.67% | Perso (4-6, 2-6), Miami 2017 QF                      |
| Roberto Bautista Agut | 9               | 5        | 4        | 1         | 80%    | Perso (4-6, 6-7, 6-3, 3-6), Wimbledon 2017 3T        |
| Ernests Gulbis        | 10              | 1        | 1        | 0         | 100%   | Vinto (6-2, 6-4), Barcellona 2014 SF                 |
| Juan Mónaco           | 10              | 3        | 1        | 2         | 33.33% | Perso (2-6, 6-2, 64-7), Kuala Lumpur 2012 SF         |
| Lucas Pouille         | 10              | 1        | 1        | 0         | 100%   | Vinto (65-7, 6-1, 6-4), Halle 2016 1T                |
| Pablo Carreño Busta   | 10              | 2        | 1        | 1         | 50%    | Perso (5-7, 64-7, 2-6), Australian Open 2021 1T      |
| Denis Shapovalov      | 10              | 2        | 1        | 1         | 50%    | Vinto (7-6, 6-3), Washington 2018 3T                 |
| Totale                | Totale          | 249      | 119      | 130       | 47.79% | * Statistiche aggiornate al 8 agosto 2021.           |

### Vittorie contro top-10 per anno
| Stagione | 2007 | 2008 | 2009 | 2010 | 2011 | 2012 | 2013 | 2014 | 2015 | 2016 | 2017 | 2018 | 2019 | 2020 | 2021 | Totale |
| Vittorie | 0    | 1    | 0    | 0    | 3    | 3    | 2    | 11   | 6    | 5    | 1    | 7    | 0    | 0    | 1    | 40     |

| #    | Giocatore              | Rank | Torneo                                 | Superficie  | Turno | Punteggio                     |
| ---- | ---------------------- | ---- | -------------------------------------- | ----------- | ----- | ----------------------------- |
| 2008 |                        |      |                                        |             |       |                               |
| 1.   | David Ferrer           | 4    | US Open, New York                      | Cemento     | 3T    | 6–4, 6–4, 3–6, 2–6, 7–5       |
| 2011 |                        |      |                                        |             |       |                               |
| 2.   | Jo-Wilfried Tsonga     | 8    | Shanghai Masters, Shanghai             | Cemento     | 2T    | 6(7)–7, 6–4, 6–4              |
| 3.   | Tomáš Berdych          | 7    | Swiss Indoors, Basilea                 | Cemento (i) | 1T    | 3–6, 6–3, 6–2                 |
| 4.   | Novak Đoković          | 1    | Swiss Indoors, Basilea                 | Cemento (i) | SF    | 2–6, 7–6(4), 6–0              |
| 2012 |                        |      |                                        |             |       |                               |
| 5.   | Jo-Wilfried Tsonga (2) | 6    | Australian Open, Melbourne             | Cemento     | 4T    | 2–6, 6–2, 6–1, 3–6, 6–3       |
| 6.   | David Ferrer (2)       | 5    | Olimpiadi, Londra                      | Erba        | 3T    | 6–0, 3–6, 6–4                 |
| 7.   | Tomáš Berdych (2)      | 6    | Japan Open Tennis Championships, Tokyo | Cemento     | QF    | 7–5, 6–4                      |
| 2013 |                        |      |                                        |             |       |                               |
| 8.   | Roger Federer          | 2    | Madrid Open, Madrid                    | Terra       | 3T    | 6–4, 1–6, 6–2                 |
| 9.   | Jo-Wilfried Tsonga (3) | 9    | Paris Masters, Parigi                  | Cemento (i) | 2T    | 1–6, 7–6(4), 7–6(7)           |
| 2014 |                        |      |                                        |             |       |                               |
| 10.  | David Ferrer (3)       | 4    | Miami Open, Miami                      | Cemento     | 4T    | 7–6(7), 2–6, 7–6(9)           |
| 11.  | Roger Federer (2)      | 5    | Miami Open, Miami                      | Cemento     | QF    | 3–6, 7–5, 6–4                 |
| 12.  | Milos Raonic           | 9    | Madrid Open, Madrid                    | Terra       | 3T    | 7–6(5), 7–6(5)                |
| 13.  | David Ferrer (4)       | 5    | Madrid Open, Madrid                    | Terra       | SF    | 7–6(5), 5–7, 6–3              |
| 14.  | Milos Raonic (2)       | 6    | US Open, New York                      | Cemento     | 4T    | 4–6, 7–6(4), 6(6)–7, 7–5, 6–4 |
| 15.  | Stan Wawrinka          | 4    | US Open, New York                      | Cemento     | QF    | 3–6, 7–5, 7–6(7), 6(5)–7, 6–4 |
| 16.  | Novak Đoković (2)      | 1    | US Open, New York                      | Cemento     | SF    | 6–4, 1–6, 7–6(4), 6–3         |
| 17.  | Milos Raonic (3)       | 8    | Japan Open Tennis Championships, Tokyo | Cemento     | F     | 7–6(5), 4–6, 6–4              |
| 18.  | David Ferrer (5)       | 6    | Paris Masters, Parigi                  | Cemento (i) | QF    | 3–6, 7–6(5), 6–4              |
| 19.  | Andy Murray            | 6    | ATP Finals, Londra                     | Cemento (i) | RR    | 6–4, 6–4                      |
| 20.  | David Ferrer (6)       | 10   | ATP Finals, Londra                     | Cemento (i) | RR    | 4–6, 6–4, 6–1                 |
| 2015 |                        |      |                                        |             |       |                               |
| 21.  | David Ferrer (7)       | 10   | Australian Open, Melbourne             | Cemento     | 4T    | 6–3, 6–3, 6–3                 |
| 22.  | Milos Raonic (4)       | 6    | Coppa Davis, Vancouver                 | Cemento (i) | RR    | 3–6, 6–3, 6–4, 2–6, 6–4       |
| 23.  | David Ferrer (8)       | 8    | Madrid Open, Madrid                    | Terra       | QF    | 6–4, 6–2                      |
| 24.  | Marin Čilić            | 8    | Washington Open, Washington            | Cemento     | SF    | 3–6, 6–1, 6–4                 |
| 25.  | Rafael Nadal           | 9    | Canadian Open, Montréal                | Cemento     | QF    | 6–2, 6–4                      |
| 26.  | Tomáš Berdych (3)      | 6    | ATP Finals, Londra                     | Cemento (i) | RR    | 7–5, 3–6, 6–3                 |
| 2016 |                        |      |                                        |             |       |                               |
| 27.  | Jo-Wilfried Tsonga (4) | 10   | Australian Open, Melbourne             | Cemento     | 4T    | 6–4, 6–2, 6–4                 |
| 28.  | Stan Wawrinka          | 5    | Canadian Open, Montréal                | Cemento     | SF    | 7–6(6), 6–1                   |
| 29.  | Rafael Nadal (2)       | 5    | Olimpiadi, Rio de Janeiro              | Cemento     | SF    | 6–2, 6(1)–7, 6–3              |
| 30.  | Andy Murray (2)        | 2    | US Open, New York                      | Cemento     | QF    | 1–6, 6–4, 4–6, 6–1, 7–5       |
| 31.  | Stan Wawrinka (2)      | 3    | ATP Finals, Londra                     | Cemento (i) | RR    | 6–2, 6–3                      |
| 2017 |                        |      |                                        |             |       |                               |
| 32.  | Stan Wawrinka (3)      | 4    | Brisbane International, Brisbane       | Cemento     | SF    | 7–6(3), 6–3                   |
| 2018 |                        |      |                                        |             |       |                               |
| 33.  | Marin Čilić (2)        | 3    | Monte Carlo Masters, Monaco            | Terra       | QF    | 6–4, 6(1)–7, 6–3              |
| 34.  | Alexander Zverev       | 4    | Monte Carlo Masters, Monte Carlo       | Terra       | SF    | 3–6, 6–3, 6–4                 |
| 35.  | Grigor Dimitrov        | 4    | Internazionali d'Italia, Roma          | Terra       | 2T    | 6(4)–7, 7–5, 6–4              |
| 36.  | Marin Čilić (3)        | 7    | US Open, New York                      | Cemento     | QF    | 2–6, 6–4, 7–6(5), 4–6, 6–4    |
| 37.  | Dominic Thiem          | 7    | Vienna Open, Vienna                    | Cemento (i) | QF    | 6–3, 6–1                      |
| 38.  | Kevin Anderson         | 6    | Paris Masters, Parigi                  | Cemento (i) | 3T    | 6–4, 6–4                      |
| 39.  | Roger Federer (2)      | 3    | ATP Finals, Londra                     | Cemento (i) | RR    | 7–6(4), 6–3                   |
| 2021 |                        |      |                                        |             |       |                               |
| 40.  | Andrej Rublëv          | 7    | Olimpiadi, Tokyo                       | Cemento     | 1T    | 6–3, 6–4                      |